# بيل مونرو (صحفي)
بيل مونرو (بالإنجليزية: Bill Monroe)‏ هو صحفي أمريكي، ولد في 17 يوليو 1920 في نيو أورلينز في الولايات المتحدة، وتوفي في 17 فبراير 2011 في واشنطن العاصمة في الولايات المتحدة.